# Théophile Nare

Bischofswappen von Théophile Nare

Théophile Nare (* 7. Juli 1966 in Yargo, Burkina Faso) ist ein burkinischer Geistlicher und römisch-katholischer Bischof von Kaya.

## Leben
Théophile Nare studierte an den interdiözesanen Priesterseminaren von Wayalghin und Koumi. Am 8. Juli 1995 empfing er das Sakrament der Priesterweihe für das Erzbistum Koupéla.
Nach der Priesterweihe war er bis 2000 Pfarrvikar an der Kathedrale von Koupéla. Anschließend studierte er am Päpstlichen Bibelinstitut in Rom und an der École biblique in Jerusalem. Er erwarb das Lizenziat in biblischer Theologie und am Institut de formation pour éducateurs du Clergé in Paris einen Abschluss im Bereich der Priesterausbildung. Von 2005 bis 2006 war er Pfarradministrator an der Kathedrale von Koupéla und anschließend bis 2011 Dozent für Biblische Exegese am Priesterseminar von Wayalghin. Von 2011 bis 2018 war er Dozent für Exegese am Priesterseminar in Koumi, das er gleichzeitig als Regens leitete.
Papst Franziskus ernannte ihn am 7. Dezember 2018 zum Bischof von Kaya. Die Bischofsweihe spendete ihm der Apostolische Nuntius in Burkina Faso, Erzbischof Piergiorgio Bertoldi, am 2. März des folgenden Jahres. Mitkonsekratoren waren der Erzbischof von Koupéla, Séraphin François Rouamba, und sein Amtsvorgänger Thomas Kaboré.
Seit dem 2. Februar 2025 verwaltet er zudem das vakante Bistum Dori als Apostolischer Administrator.